# موراي (كنتاكي)
موراي (بالإنجليزية: Murray, Kentucky)‏ هي مدينة تقع في مقاطعة كالوواي، كنتاكي بولاية كنتاكي في وسط جنوب شرق الولايات المتحدة. تأسست عام 1822، تبلغ مساحة هذه المدينة 25.1 (كم²)، وترتفع عن سطح البحر 163 م، بلغ عدد سكانها 17741 نسمة في عام 2010 حسب إحصاء مكتب تعداد الولايات المتحدة .

## التركيبة السكانية
حدّد مكتب تعداد الولايات المتحدة بيانات التركيبة السكانية لموراي في تعداد الولايات المتحدة. في ما يلي، التركيبة السكانية حسب تعدادي 2000 و2010.

### تعداد عام 2000
بلغ عدد سكان موراي 14,950 نسمة بحسب تعداد عام 2000، وبلغ عدد الأسر 6,004 أسرة وعدد العائلات 2,872 عائلة مقيمة في المدينة. في حين سجلت الكثافة السكانية 496 نسمة لكل كيلومتر مربع (1,284.6/ميل2). وبلغ عدد الوحدات السكنية 6,622 وحدة بمتوسط كثافة قدره 219.7 لكل كيلومتر مربع (569.0/ميل2).
وتوزع التركيب العرقي للمدينة بنسبة 88.16% من البيض و6.80% من الأمريكيين الأفارقة و0.21% من الأمريكيين الأصليين و2.75% من الأمريكيين ذوي الأصول الآسيوية و0.02% من سكان جزر المحيط الهادئ و0.68% من الأعراق الأخرى و1.38% من عرقين مختلطين أو أكثر و1.73% من الهسبانيون أو اللاتينيون من أي عرق.
بلغ عدد الأسر 6,004 أسرة كانت نسبة 21% منها لديها أطفال تحت سن الثامنة عشر تعيش معهم، وبلغت نسبة الأزواج القاطنين مع بعضهم البعض 35.6% من أصل المجموع الكلي للأسر، ونسبة 9.5% من الأسر كان لديها معيلات من الإناث دون وجود شريك،  بينما كانت نسبة 2.7% من الأسر لديها معيلون من الذكور دون وجود شريكة وكانت نسبة 52.2% من غير العائلات. تألفت نسبة 39.1% من أصل جميع الأسر من عدة أفراد يعيشون في نفس المنزل ونسبة 13.6% كانت تتألف من شخص يعيش بمفرده يبلغ من العمر 65 عاماً أو أكثر. وبلغ متوسط حجم الأسرة المعيشية 2.02، أما متوسط حجم العائلات فبلغ 2.70.
بلغ العمر الوسطي للسكان 26.5 عاماً. وكانت نسبة 13.5% من القاطنين تحت سن الثامنة عشر، وكانت نسبة 18.5% بين الثامنة عشر والرابعة والعشرين عاماً، ونسبة 19.9% كانت واقعةً في الفئة العمرية ما بين الخامسة والعشرين والرابعة والأربعين عاماً، ونسبة 15.7% كانت ما بين الخامسة والأربعين والرابعة والستين، ونسبة 13.5% كانت ضمن فئة الخامسة والستين عاماً فما فوق. يوجد لكل 100 أنثى 88.6 ذكر، ويوجد لكل 100 أنثى في الثامنة عشر من عمرها فما فوق 85.3 ذكر.
بلغ متوسط دخل الأسرة في المدينة 25,647 دولارًا، أما متوسط دخل العائلة فبلغ 41,331 دولارًا. وكان متوسط دخل الذكور 30,266 دولارًا مقابل 22,294 دولارًا للإناث. وسجل دخل الفرد الخاص بالمدينة 15,389 دولارًا. وكانت نسبة 11.2% من العائلات ونسبة 22.1% من السكان تحت خط الفقر، وكان من هؤلاء نسبة 21.1% تحت سن الثامنة عشر ونسبة 9.9% في الخامسة والستين من العمر وما فوق.

### تعداد عام 2010
بلغ عدد سكان موراي 17,741 نسمة بحسب تعداد عام 2010، وبلغ عدد الأسر 7,425 أسرة وعدد العائلات 3,211 عائلة مقيمة في المدينة. في حين سجلت الكثافة السكانية 588.6 نسمة لكل كيلومتر مربع (1,524.5/ميل2). وبلغ عدد الوحدات السكنية 8,310 وحدة بمتوسط كثافة قدره 275.7 لكل كيلومتر مربع (714.1/ميل2).
وتوزع التركيب العرقي للمدينة بنسبة 86.64% من البيض و6.79% من الأمريكيين الأفارقة و0.21% من الأمريكيين الأصليين و3.31% من الأمريكيين ذوي الأصول الآسيوية و0.03% من سكان جزر المحيط الهادئ و1.08% من الأعراق الأخرى و1.94% من عرقين مختلطين أو أكثر و3.06% من الهسبانيون أو اللاتينيون من أي عرق.
بلغ عدد الأسر 7,425 أسرة كانت نسبة 20.3% منها لديها أطفال تحت سن الثامنة عشر تعيش معهم، وبلغت نسبة الأزواج القاطنين مع بعضهم البعض 30.6% من أصل المجموع الكلي للأسر، ونسبة 9.9% من الأسر كان لديها معيلات من الإناث دون وجود شريك،  بينما كانت نسبة 2.7% من الأسر لديها معيلون من الذكور دون وجود شريكة وكانت نسبة 56.8% من غير العائلات. تألفت نسبة 44.1% من أصل جميع الأسر من عدة أفراد يعيشون في نفس المنزل ونسبة 10.3% كانت تتألف من شخص يعيش بمفرده يبلغ من العمر 65 عاماً أو أكثر. وبلغ متوسط حجم الأسرة المعيشية 2.00، أما متوسط حجم العائلات فبلغ 2.80.
بلغ العمر الوسطي للسكان 25.0 عاماً. وكانت نسبة 14.9% من القاطنين تحت سن الثامنة عشر، وكانت نسبة 35.2% بين الثامنة عشر والرابعة والعشرين عاماً، ونسبة 21% كانت واقعةً في الفئة العمرية ما بين الخامسة والعشرين والرابعة والأربعين عاماً، ونسبة 15.9% كانت ما بين الخامسة والأربعين والرابعة والستين، ونسبة 13% كانت ضمن فئة الخامسة والستين عاماً فما فوق. وتوزع التركيب الجنسي للسكان بنسبة 46.4% ذكور و53.6% إناث.

## أعلام
- مولي سيمز
- جورج ستون
- سيث موريسون
- كلينث بروكس
- تشاك تايلور
- جوني ريغان

## وصلات خارجية
- http://www.murrayky.gov
- The US50 - Cities and Towns in Kentucky State